# Cứu hộ động vật

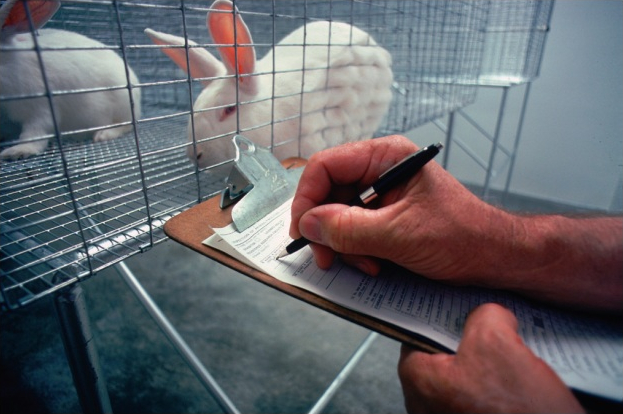
Cứu hộ thỏ và chăm sóc

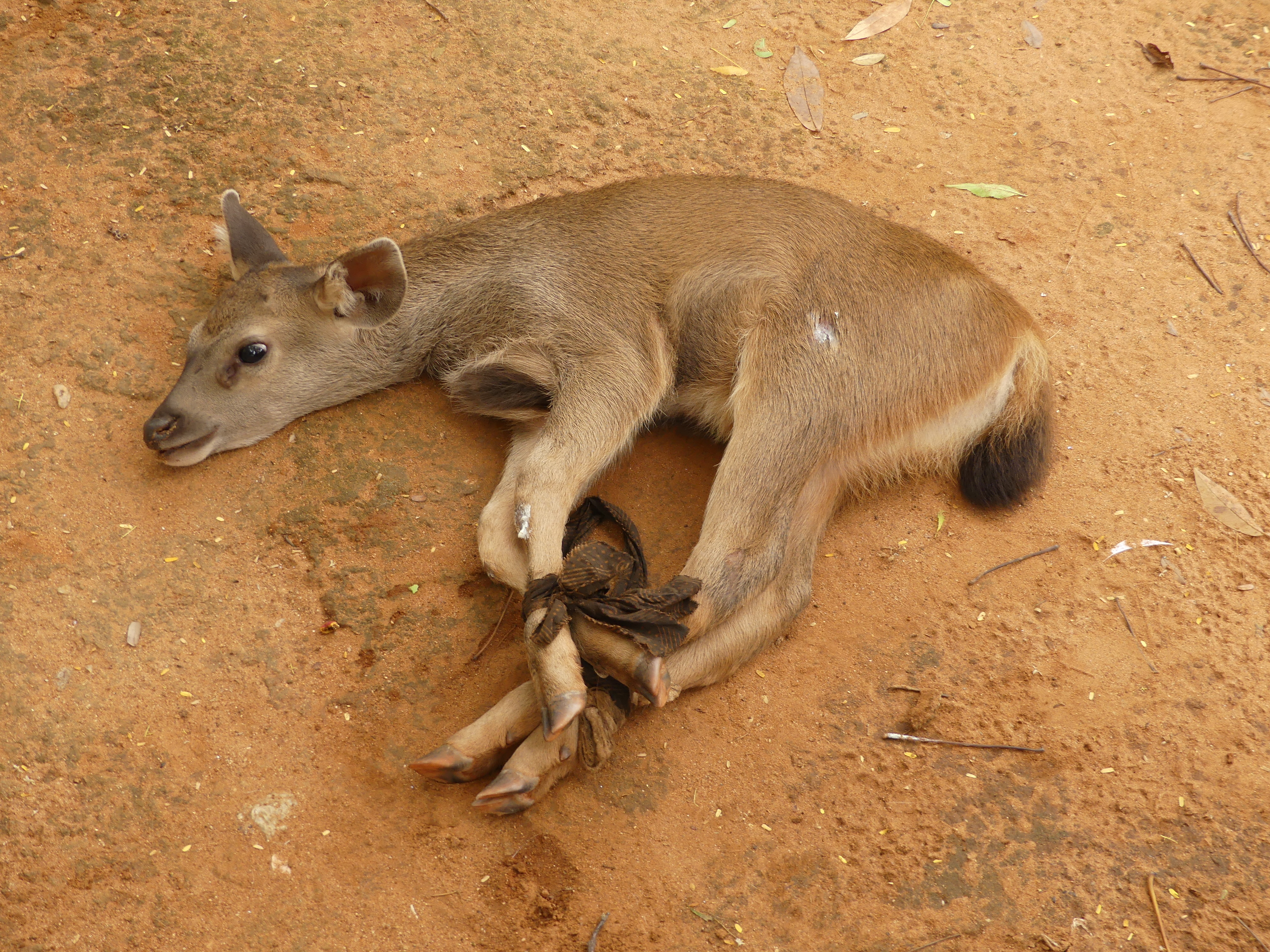
Cứu hộ một con nai con

Cứu hộ động vật hay giải cứu động vật hay chăm sóc và bảo vệ động vật hay bảo tồn động vật (tiếng Anh: Animal rescue hya wildlife rehabilitation) là việc giải cứu, nuôi dưỡng, chữa trị, chăm sóc, phục hồi chức năng của động vật hoang dã, điều trị và chăm sóc những cá thể động vật bị thương, mồ côi, hoặc động vật hoang dã bị bệnh để chúng được khỏe mạnh và có thể được thả về với tự nhiên. Cứu hộ động vật bắt đầu khi một con vật được tìm thấy và báo cáo là động vật hoang dã, hoặc bị tịch thu từ các hoạt động buôn bán bất hợp pháp hoặc một tay săn trộm. Ngoài ra thuật ngữ này con mở động đến các vật nuôi, thú nuôi bị bỏ rơi, vật nuôi thất lạc hoặc bị hành hạ, ngược đãi.
Một khu bảo tồn động vật là một cơ sở nơi mà động vật được đưa đến sống và được bảo vệ cho phần còn lại của cuộc sống của chúng. Không giống như các trại súc vật, khu bảo tồn không tìm cách đặt động vật với các cá thể hoặc nhóm, thay vì duy trì mỗi con vật cho đến khi tự nhiên của mình cái chết. Trong một số trường hợp, một cơ sở có thể có đặc điểm của cả một khu bảo tồn và một chỗ ở. Ví dụ, một số loài động vật có thể là nơi cư trú tạm thời cho đến khi một nhà tốt được tìm thấy và những cá thể khác có thể là được cư trú vĩnh viễn. Nhiệm vụ của khu bảo tồn nói chung là để có nơi trú ẩn an toàn, nơi các động vật nhận được sự chăm sóc tốt nhất mà các khu bảo tồn có thể cung cấp. Loài vật không được mua, bán, hoặc giao dịch, cũng không phải chúng được sử dụng để thử nghiệm động vật. Đối với vật nuôi thì cứu hộ chúng sẽ đưa chúng đến nơi trú ẩn, nơi chăm sóc hoặc tìm chủ mới nhận nuôi và chăm sóc cho chúng.